# 泥土路

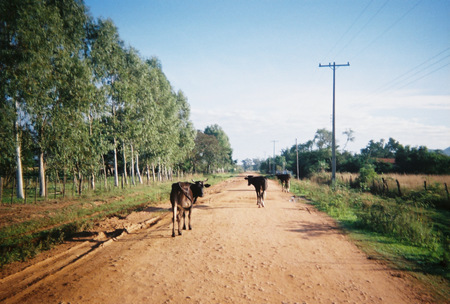
巴拉圭境內的一條泥路

泥路是一种路面由泥土組成的道路，此類道路的路面沒有任何鋪設。汽車在泥路上行駛的話容易打滑，所以大多數泥路基本上主要供行人以及一些牲畜拉的車通行。